# 1-е Мочищенское шоссе
1-е Мочищенское шоссе — шоссе в Заельцовском районе Новосибирска. Начинается за чертой города от посёлка Мочище, затем пролегает в южном направлении, заканчивается на перекрёстке с улицей Бестужева. Далее 1-е Мочищенское шоссе меняет название на Мочищенское шоссе.

## Географическое расположение
От Мочища до перекрёстка с Краснояровским шоссе дорога пролегает по Заельцовскому бору, на этом участке трассы отсутствуют какие-либо сооружения, не считая прилегающей к шоссе (возле остановки «Лес») коттеджной застройки вдоль Радужной улицы.
От перекрёстка с Краснояровским шоссе появляются строения. С северо-восточной стороны к трассе примыкают территории психиатрической больницы, НИИ туберкулёза и малоэтажная застройка Карьера-Мочище, с юго-западной — коттеджный посёлок «Серебряный лес» и Заельцовский бор.
От Y-образного перекрёстка с Кедровой улицей Мочищенское шоссе проходит через территорию многочисленных садоводческих объединений.
Возле перекрёстка с улицей Бестужева с западной стороны к шоссе примыкают склады и малоэтажная застройка, с восточной — здание Городского теннисного центра и ТЦ «Гигант».

## Религиозные сооружения
- Армянская Апостольская Церковь Пресвятой Богородицы (Сурб Аствацацин)
- Храм Святого мученика Евгения — православный храм, построенный в 1995 году возле Заельцовского кладбища[1].

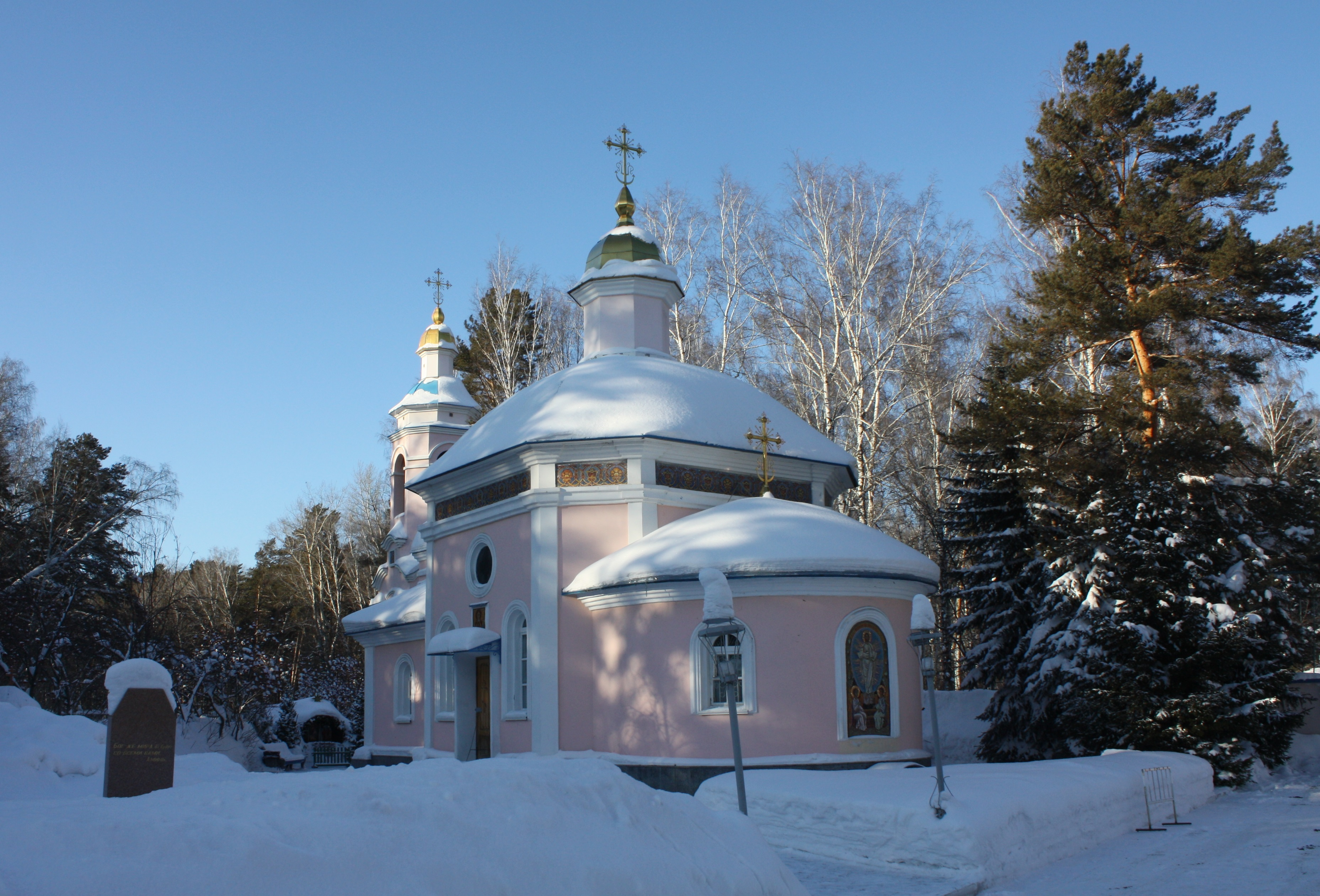
Храм святого мученика Евгения
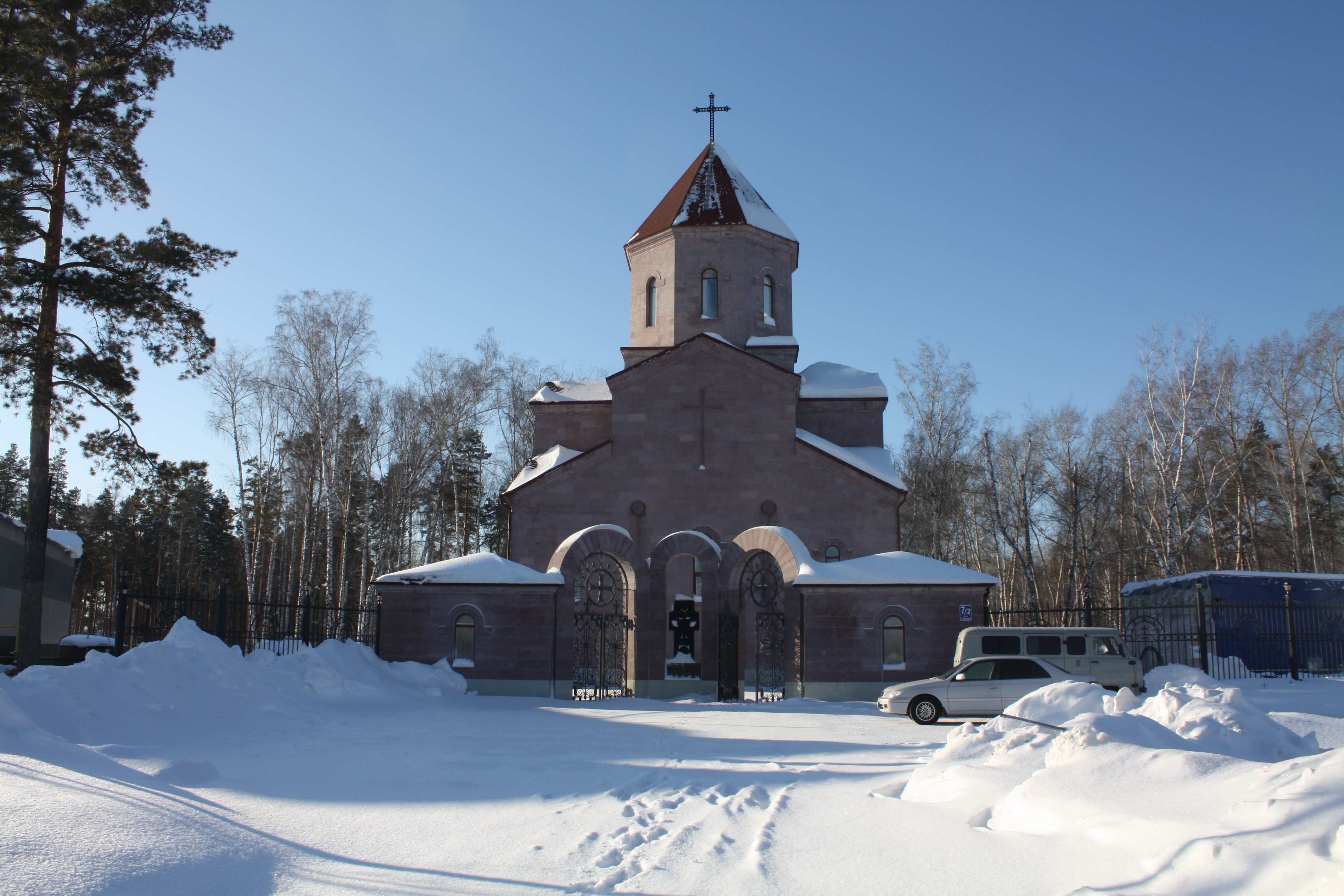
Армянская Апостольская Церковь Пресвятой Богородицы

## Организации
- Новосибирская психиатрическая специализированная больница с интенсивным наблюдением
- Новосибирский научно-исследовательский институт туберкулёза — научное учреждение, основанное в 1941 году на базе эвакуированного из Москвы Центрального института туберкулёза[2].

## Транспорт
Виды общественного транспорта: автобус и маршрутное такси.
Остановки наземного транспорта (от посёлка Мочище в сторону Новосибирска): «Дачная», «Лес», «Больница (Мочищенское шоссе)», «Институт (Мочищенское шоссе)», «Магазин (Карьер-Мочище)», «Аэрофлот-2», «Сады Учитель», «Сады Любитель», «Храм Святого Мученика Евгения», «Бестужева».

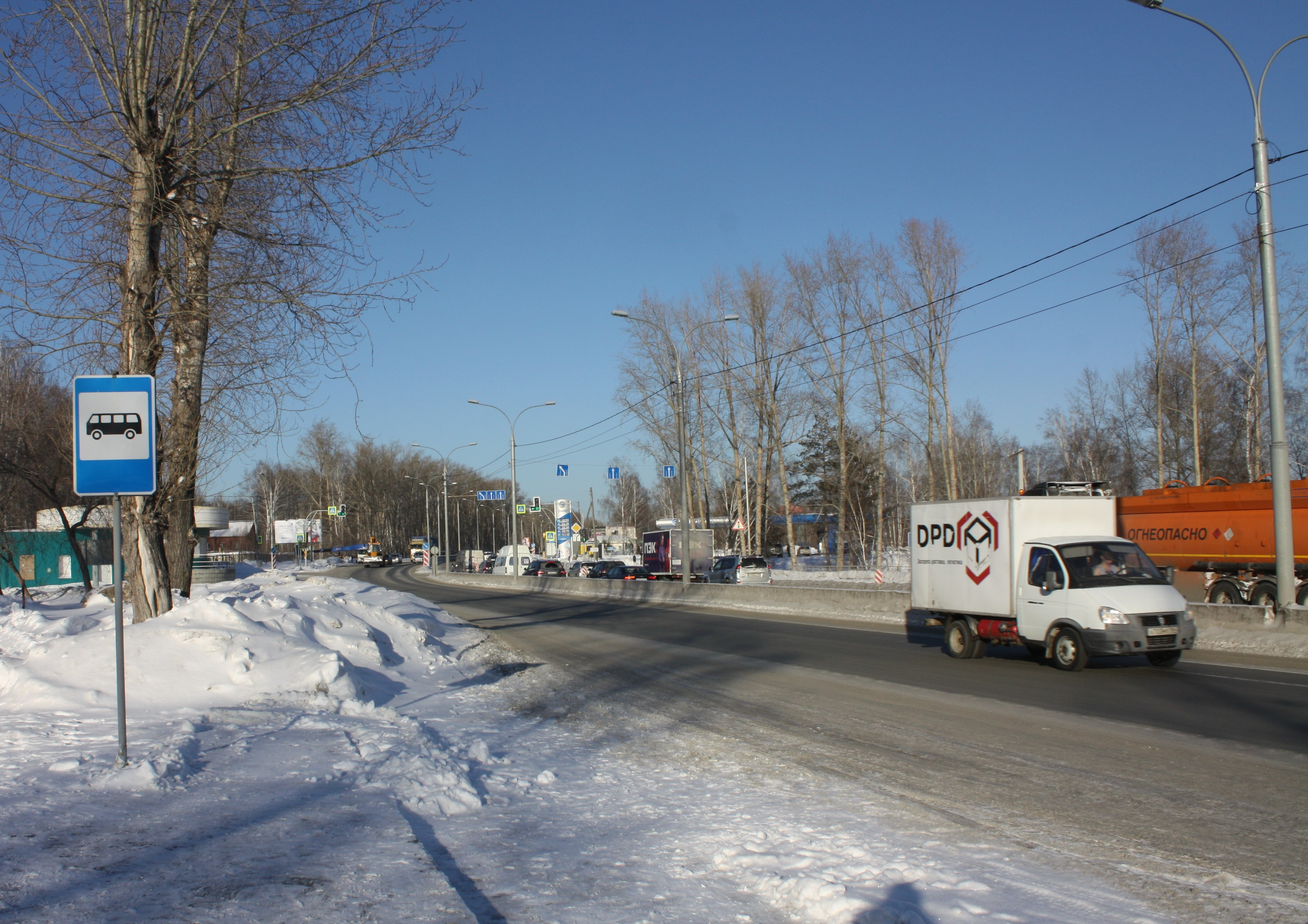
Мочишенское шоссе возле остановки «Храм Святого Мученика Евгения»